# Життя і Бет
Життя і Бет (англ. Life & Beth) — майбутній американський комедійно-драматичний серіал, у головних ролях — Емі Шумер, Вайолет Янг, Майкл Сера, Яманейка Сондерс, Майкл Рапапорт та Сюзанна Флуд. Прем'єра запланована на Hulu 18 березня 2022 року.

## Акторський склад і персонажі
- Емі Шумер у ролі Бет
  - Вайолет Янг як молода версія Бет
- Майкл Сера в ролі Джона
- Яманейка Сондерс у ролі Кіани
- Майкл Рапапорт — Леонард
- Сюзанна Флуд у ролі Енн
- Кевін Кейн — Метт
- Лаура Бенанті в ролі Джейн
- Ларрі Овенс у ролі Кларка
- Роузбад Вокер у ролі Мері
- Лавар Вокер[en] у ролі Лавара

## Список серій
| № серії | Назва серії                    | Режисер(и)     | Сценарист(и)   | Оригінальна дата виходу |
| ------- | ------------------------------ | -------------- | -------------- | ----------------------- |
| 1       | «Знак» «The Sign»              | Буде визначено | Буде визначено | 18 березня 2022         |
| 2       | «Ми журимося» «We're Grieving» | Буде визначено | Буде визначено | 18 березня 2022         |
| 3       | «TBA» «Out on the Island»      | Буде визначено | Буде визначено | 18 березня 2022         |
| 4       | «Млинчики» «Pancakes»          | Буде визначено | Буде визначено | 18 березня 2022         |
| 5       | «TBA»                          | Буде визначено | Буде визначено | 18 березня 2022         |
| 6       | «TBA»                          | Буде визначено | Буде визначено | 18 березня 2022         |
| 7       | «TBA»                          | Буде визначено | Буде визначено | 18 березня 2022         |
| 8       | «TBA»                          | Буде визначено | Буде визначено | 18 березня 2022         |
| 9       | «TBA»                          | Буде визначено | Буде визначено | 18 березня 2022         |
| 10      | «TBA»                          | Буде визначено | Буде визначено | 18 березня 2022         |

## Прем'єра
Прем’єра усіх 10 епізодів серіалу запланована 18 березня 2022 року на Hulu. На міжнародних ринках він вийде пізніше через центр контенту Star на Disney+ ,  на Star+ у Латинській Америці та Disney+ Hotstar у Південно-Східній Азії.